# Renzo Nucara
Renzo Nucara (Crema, 1955) è un artista italiano, esponente del gruppo Cracking Art.

## Biografia

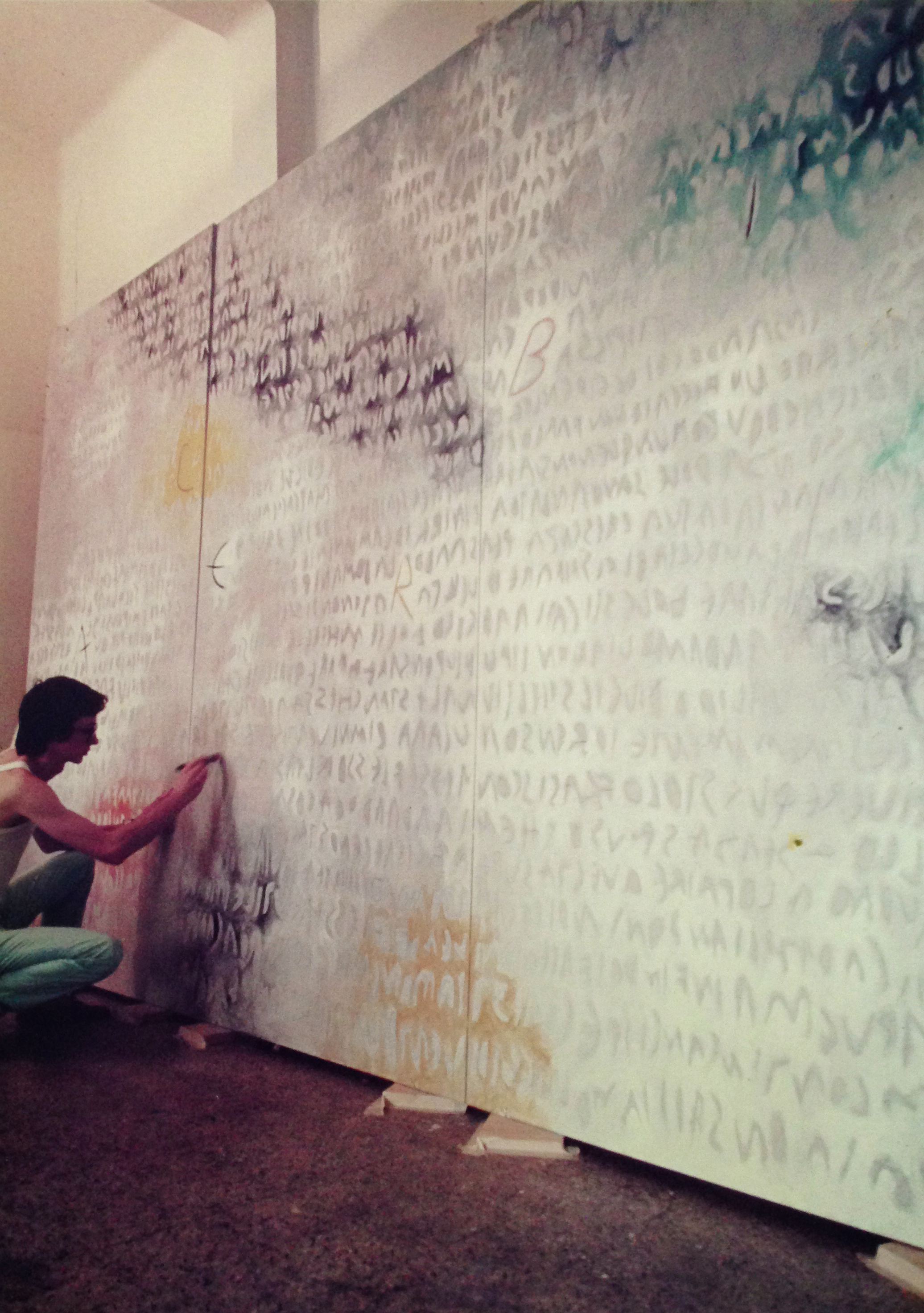
Renzo Nucara al lavoro nel 1982

Nasce a Crema ma presto la sua famiglia si trasferisce nel bergamasco, dove Renzo frequenta il liceo artistico. Qui nel 1970 esegue "un disegno acquarellato, un paesaggio surreale in cui una mano a forma d'albero indica nel cielo 4 parallelepipedi", dal quale in età adulta si renderà conto di avere iniziato "a sviluppare il proprio linguaggio". Conseguito il diploma nel 1973, inizia a frequentare l'Accademia di Brera.
Negli anni settanta, stimolato dall'ambiente scolastico, Nucara impara a conoscere gli artisti che eserciteranno la maggiore influenza sulla sua attività successiva: Lucio Fontana, Alberto Burri e la Pop art americana, di cui visita le esposizioni presso la Rotonda della Besana.
Inizialmente dipinge quadri a olio; in seguito, frequentando lo studio dell'artista Mario Benedetti, sperimenta nuove tecniche: utilizza colori acrilici e compone collage. Dopo aver lasciato l'Accademia di Brera inizia a lavorare nello studio di Renato Volpini, tramite il quale si accosta alla serigrafia d'arte, attività che gestirà a lungo per proprio conto.
Con il sostegno del padre, che gli organizza mostre in alberghi e negozi, alla fine del liceo partecipa alla prima collettiva, e nel 1977 inaugura la prima esposizione personale presso la Galleria Ticino di Milano.
Nel 1993 conosce alcuni artisti biellesi con i quali progetta la creazione di un movimento con obiettivi comuni, e nasce la Cracking Art. A tale esperienza si aggiungono i progetti Arbre magique, portato avanti con la moglie, l'artista Carla Volpati, e Time Machine.
Dei molti viaggi compiuti, come quello in Australia, la tragedia dello tsunami vissuta in prima persona in Thailandia nel 2004 provoca in Nucara un forte impatto emotivo, da cui l'artista trarrà ulteriore spunto per la creazione dei Resinfilm.
Il suo nome compare fra le carte della collezione Sabbatani; nel 2012 viene scelto per la creazione di una targa in plexiglas a commemorazione di un'operazione finanziaria e nel 2018 risulta fra gli artisti più popolari all'esposizione SetUp Contemporary Art Fair di Bologna, dove propone i lavori realizzati individualmente.

## Attività artistica
Nel primo periodo di attività artistica (1971-72) Nucara crea graffiti, cui seguono acrilici fluorescenti illuminati dalla lampada di Wood, influenzati dalla Optical Art. Fin dall'inizio ricerca nuove forme per "un nuovo tipo di comunicazione", anche attraverso materiali diversi, assemblati per sperimentare la tridimensionalità. Bidimensionali sono invece i Reperti degli anni novanta, "forme che rimandano all'idea di un oggetto già corroso dal tempo, realizzate dapprima in cartapesta e gommapiuma, poi in materiale plastico".

### Cracking Art
Nella Cracking Art trova espressione la "dimensione sociale e collettiva" che costituisce "elemento fondamentale di tutta l'arte di Nucara", mentre alcuni aspetti della sua produzione rispondono all'interpretazione autonoma dell'artista.
Tra gli esponenti della Cracking Art Renzo Nucara è "l'artista più classico, ancorato a una ricerca che fondi il carattere umanistico con quello scientifico ed esperienziale".

### Stratofilm
Nei primi anni duemila Nucara realizza gli Stratofilm, definiti come "fotogramma di metacrilato stratificato dove si coagulano elementi naturali, oggetti del quotidiano, materiali scartati, reminiscenza di tempi passati, germinati da un'esplosione primordiale che prima attira a sé e poi dissemina nuove cellule contaminate, future matrici di vita antropica".
Gli Stratofilm derivano dai Resinfilm, stratificazioni di resine, che trasformano in paesaggio lo spazio espositivo.

### Arbre Magique
Nel 2013 nasce il primo progetto di Arbre Magique, nato dal lavoro a quattro mani con la moglie Carla Volpati: un'installazione site-specific costituita da silhouette in plexiglas colorate che danno origine a varie installazioni all'aperto, nel Parco di Villa Litta di Lainate, alla Rotonda della Besana a Milano in occasione di Expo 2015, nel parco comunale di Alzano Lombardo. Successivi gli "sviluppi anche indoor" presso l'Ospedale Papa Giovanni XXIII di Bergamo. Il titolo del progetto "si collega al valore simbolico dell'albero", e riunisce la produzione precedente portata avanti separatamente dai due artisti: gli animali che fanno parte del Bestiario di Renzo e i personaggi immaginari (Puppet) di Carla.
Le scatole colorate di Arbre Magique richiamano le opere di Joseph Cornell, mentre l'albero rappresenta l'albero della vita e della conoscenza.

### Time - Machine Infinite Monkey
È il titolo di un progetto corale destinato alla continua crescita attraverso il coinvolgimento di pubblici di vari ambienti, da Facebook alle scuole, i cui contributi si uniscono al primo ingranaggio creato da Nucara per costituire una particolare macchina del tempo. che simboleggia la connessione.
Sull'ingranaggio iniziale è collocata una "scimmia-simbolo" dell'evoluzione, una sorta di alter ego ironico dell'artista, riferita a un enunciato di Émile Borel in base al quale "se un esercito di scimmie battesse per un tempo sufficiente sui tasti di macchine da scrivere, produrrebbe prima o poi tutti i libri del British Museum". Il progetto prevede l'accrescimento potenzialmente all'infinito su di una superficie modulare dei contributi che "possono essere nati senza intenzione artistica (come i tasti battuti dalla scimmia) ma finiranno nell'insieme a comporre arte".
Nel settembre 2016 il progetto viene proposto nell'ambito di idDante, una mostra su Dante Alighieri presso la Biblioteca di storia contemporanea Alfredo Oriani di Ravenna in cui i 33 artisti invitati ripropongono ciascuno a modo proprio "il plurilinguismo dantesco" in attesa del settimo centenario della morte dell'Alighieri nel 2021.

## Alcune opere
Selezione di titoli dai cataloghi:
- 1971: Composizione n. 1[23]
- 1974: Grande forma autosufficiente[23]
- 1976: Piccola stella, acrilici fluorescenti[23]
- 1977: Trascendenza[23]
- 1978: Assemblage, panno lenci[23]
- 1979: Pioggia[23]
- 1990: Belnuky, acetato, cartone, acrilico[31]
- 1990: Trasparenze, acetato, smalti[31]
- 1992: Archetipo, sabbia, granulati, pigmento acrilico su carta (2 pezzi)[32]
- 1992: Il Profeta, sabbia, granulati, pigmento acrilico su carta[33]
- 1992: Nei confini, sabbia, granulati, pigmento acrilico, oro su carta[34]
- 1992: Oltre i confini, sabbia, granulati, pigmento acrilico su carta (2 pezzi)[34]
- 1992: Reperto, carta, resine, graniglia, pigmenti[31]
- 1997: Il sogno dell'Eldorado, carta, resine, graniglia, pigmenti[31]
- 2003: Natura ritrovata, resine, pigmenti, elementi naturali, oggetti[31]
- 2004-2005: serie dei Resinfilm, resine, pigmenti, elementi naturali, oggetti[31]
- 2008: Resinfilm 493, resina, pigmenti, oggetti[35]
- 2010: Stratofilm (Big Bang), plexiglas, legno, resine, oggetti[36]
- 2010: Stratofilm (black hole), plexiglas, legno, resine, oggetti[37]
- 2010: Stratofilm (chiocciola) - dal Bestiario, plexiglas, resine, oggetti[38]
- 2013: inizia la serie degli Arbre Magique
- 2015: Shape-Gufo, plexiglas[39]
- 2015: Shape-Chiocciola, plexiglas[40]
- 2016: Time - Machine Infinite Monkey / Dante, legno e plexiglas[26]
- 2017: Magic box, cassetta, plexiglas, colori acrilici[41]

## Galleria d'immagini

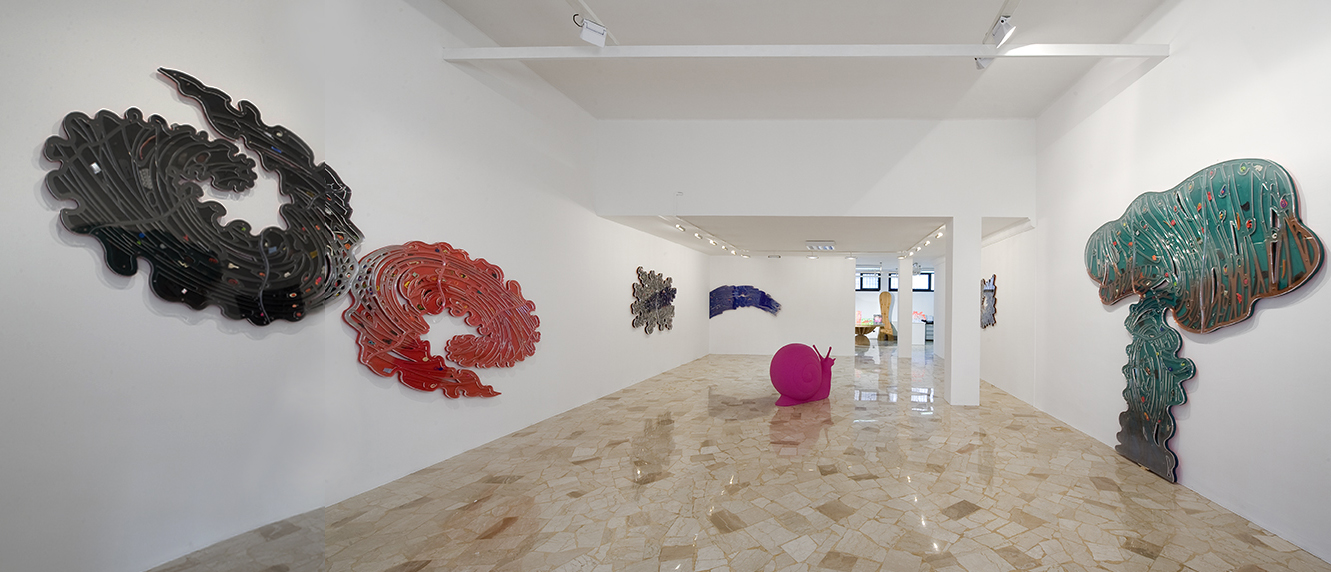
Stratofilm,  2010
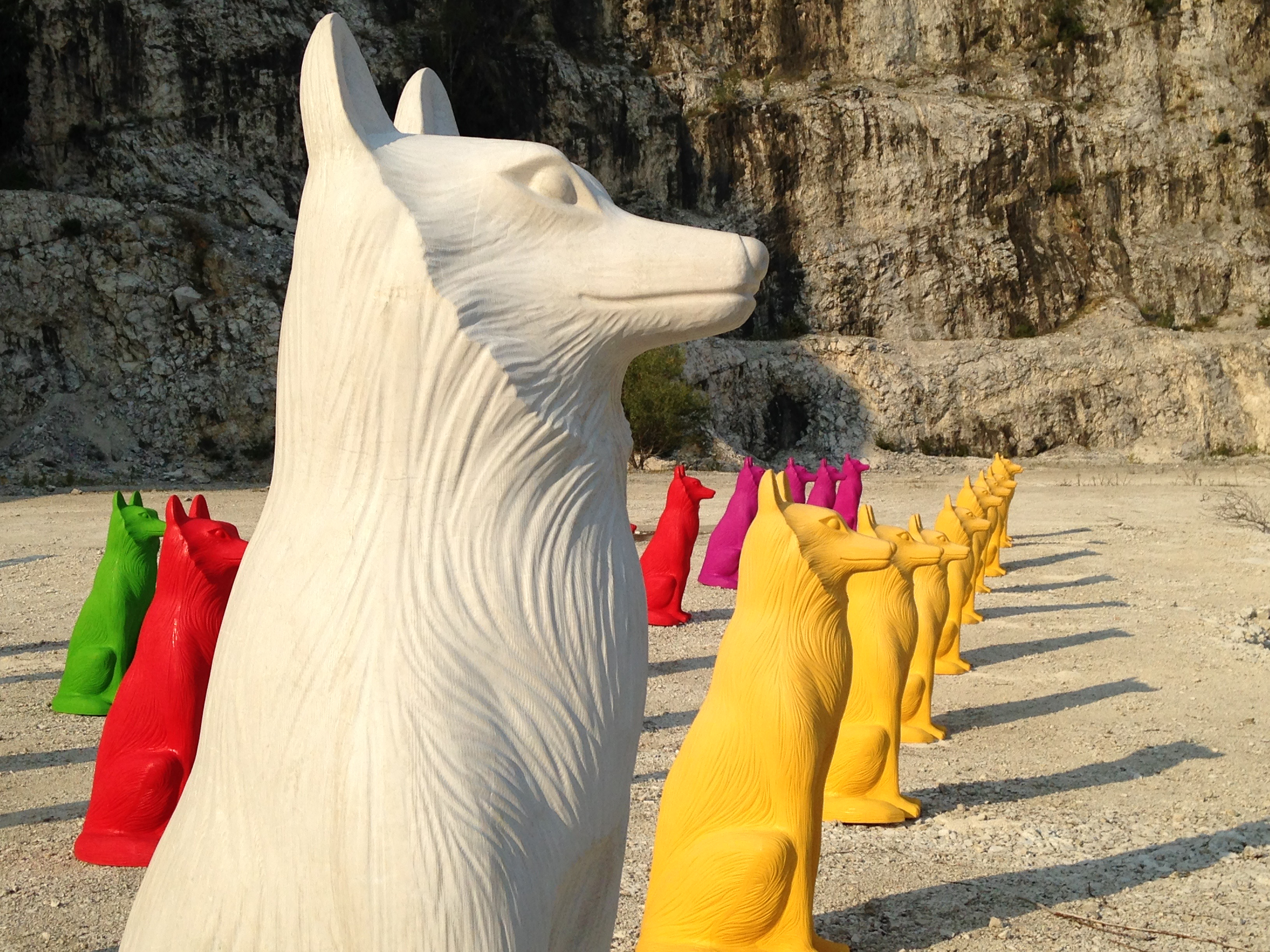
Cave Canem, 2016

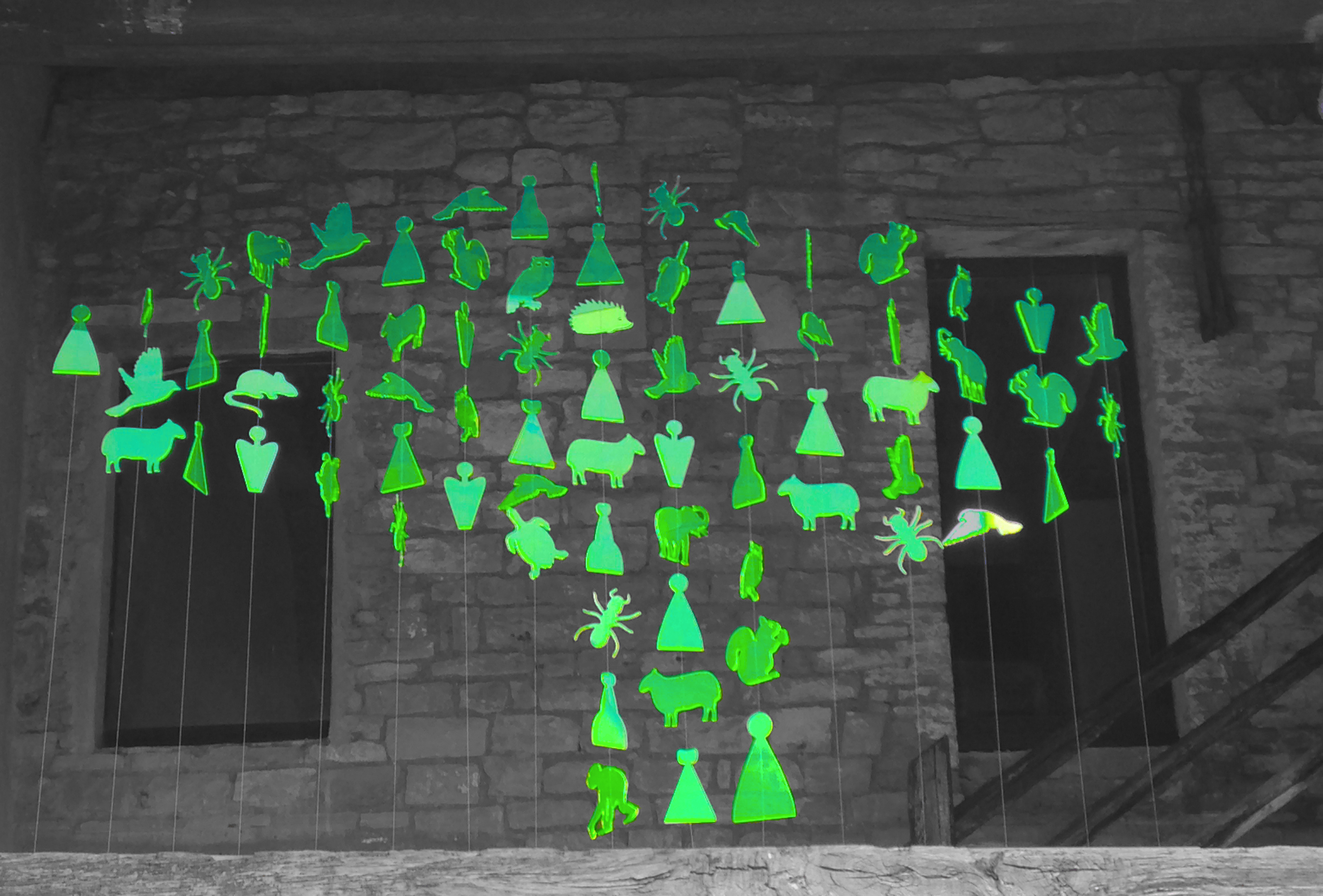
Arbre Magique, 2016
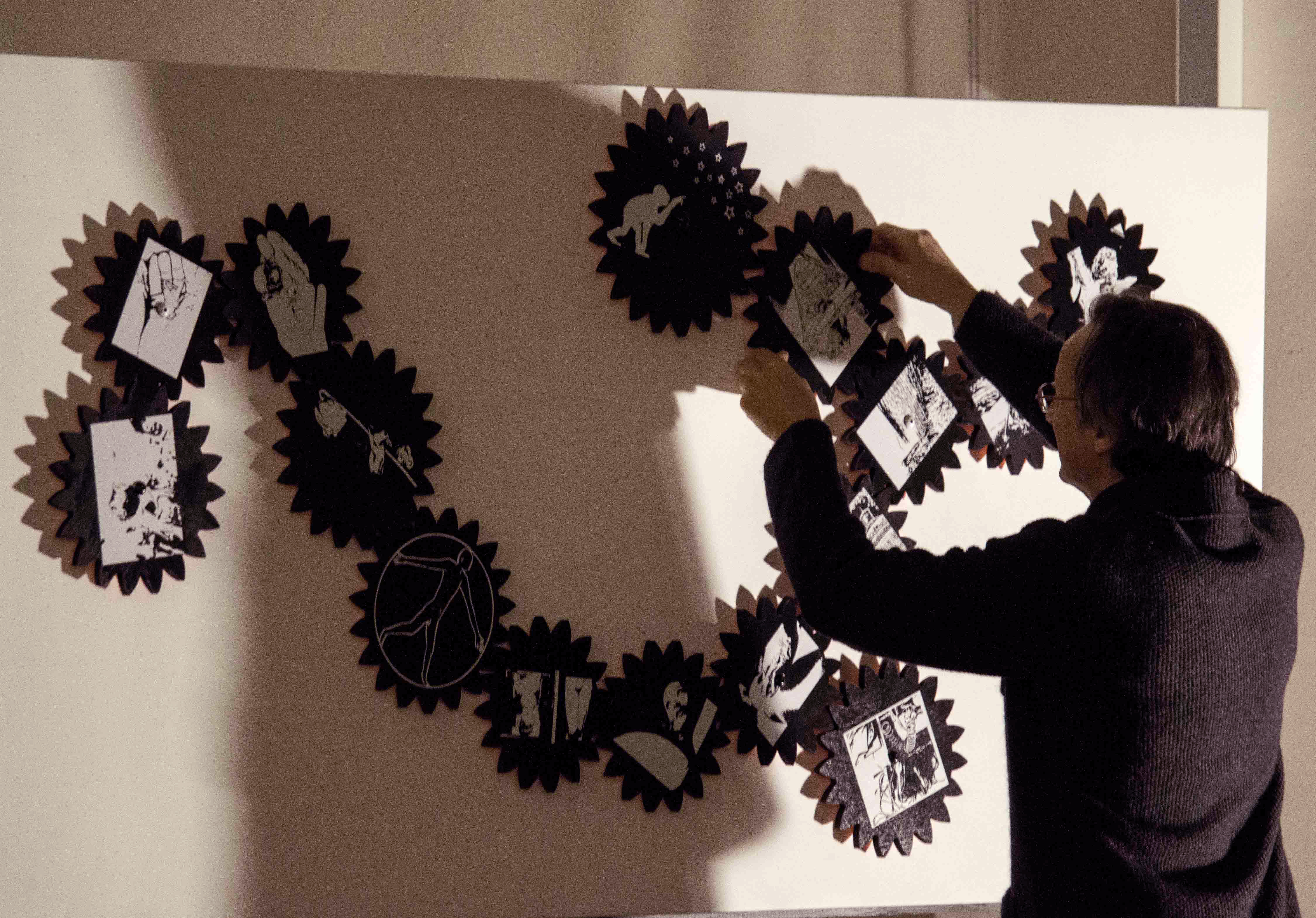
Time Machine performance, 2016